# Rodbav
Rodbav – wieś w Rumunii, w okręgu Braszów, w gminie Șoarș. W 2011 roku liczyła 270 mieszkańców.